# Bataille de Komarów
 (mars 2011).
Si vous disposez d'ouvrages ou d'articles de référence ou si vous connaissez des sites web de qualité traitant du thème abordé ici, merci de compléter l'article en donnant les références utiles à sa vérifiabilité et en les liant à la section « Notes et références ».
Ne doit pas être confondu avec Bataille de Komarów (1920).
Première Guerre mondiale
Batailles
Front d'Europe de l’Est
- Stallupönen (08-1914)
- Gumbinnen (08-1914)
- Tannenberg (08-1914)
- Île d'Odensholm (08-1914)
- Lemberg (08-1914)
- Krasnik (08-1914)
- Komarów (08-1914)
- Lacs de Mazurie (I) (09-1914)
- Przemyśl (09-1914)
- Vistule (09-1914)
- Łódź (11-1914)
- Limanowa (12-1914)
- Bolimov (01-1915)
- Zwinin (02-1915)
- Lacs de Mazurie (II) (02-1915)
- Przasnysz (02-03-1915)
- Schaulen (04-07-1915)
- Gorlice-Tarnów (05-1915)
- Boug (06-08-1915)
- Narew (07-08-1915)
- Novogeorgievsk (08-1915)
- Varsovie (08-1915)
- Sventiany (09-1915)
- Lac Narotch (03-1916)
- Offensive Broussilov (06-1916)
- Offensive de Baranavitchy (07-1916)
- Turtucaia (09-1916)
- Offensive Flămânda (09-1916)
- Argeș (12-1916)
- Offensive Kerenski (07-1917)
- Bataille de Riga (09-1917)
- Opération Albion (09-10-1917)
- Mărășești (08-1917)
- Traité de Brest-Litovsk (03-1918)
- Traité de Brest-Litovsk (03-1918)
- Bakhmatch (03-1918)

Front d'Europe de l’Ouest
Front italien
Front des Balkans
Front du Moyen-Orient
Front africain
Bataille de l'Atlantique
La bataille de Komarów, aussi appelée bataille de Tomaszów, eut lieu pendant la Première Guerre mondiale, du 26 août au 2 septembre 1914, dans les environs de Komarów près de Zamość, en Pologne actuelle. Les forces austro-hongroises battirent les forces russes.

## Contexte
Le plan Schlieffen prévoyait que le front de l'Est serait peu actif au début du conflit mais Helmuth von Moltke et Conrad von Hötzendorf décident de forcer l'offensive contre les Russes, redoutant que ceux-ci ne fassent une percée et n'entrent en Silésie. Les forces des Empires centraux n'ont pas l'avantage du nombre mais sont mieux équipées et s'appuient sur un réseau de transport ferroviaire intégré et plus efficace. Le choix est fait d'une offensive allemande sur Varsovie depuis la Silésie, et austro-hongroise dans le sud de la Pologne, prenant en tenaille la Pologne russe.
La 1re armée austro-hongroise, sous les ordres de Viktor von Dankl, ouvre les hostilités et remporte la bataille de Krasnik ; c'est au tour la 4e armée austro-hongroise, plus à l'est, de prendre alors l'offensive.

## Commandement

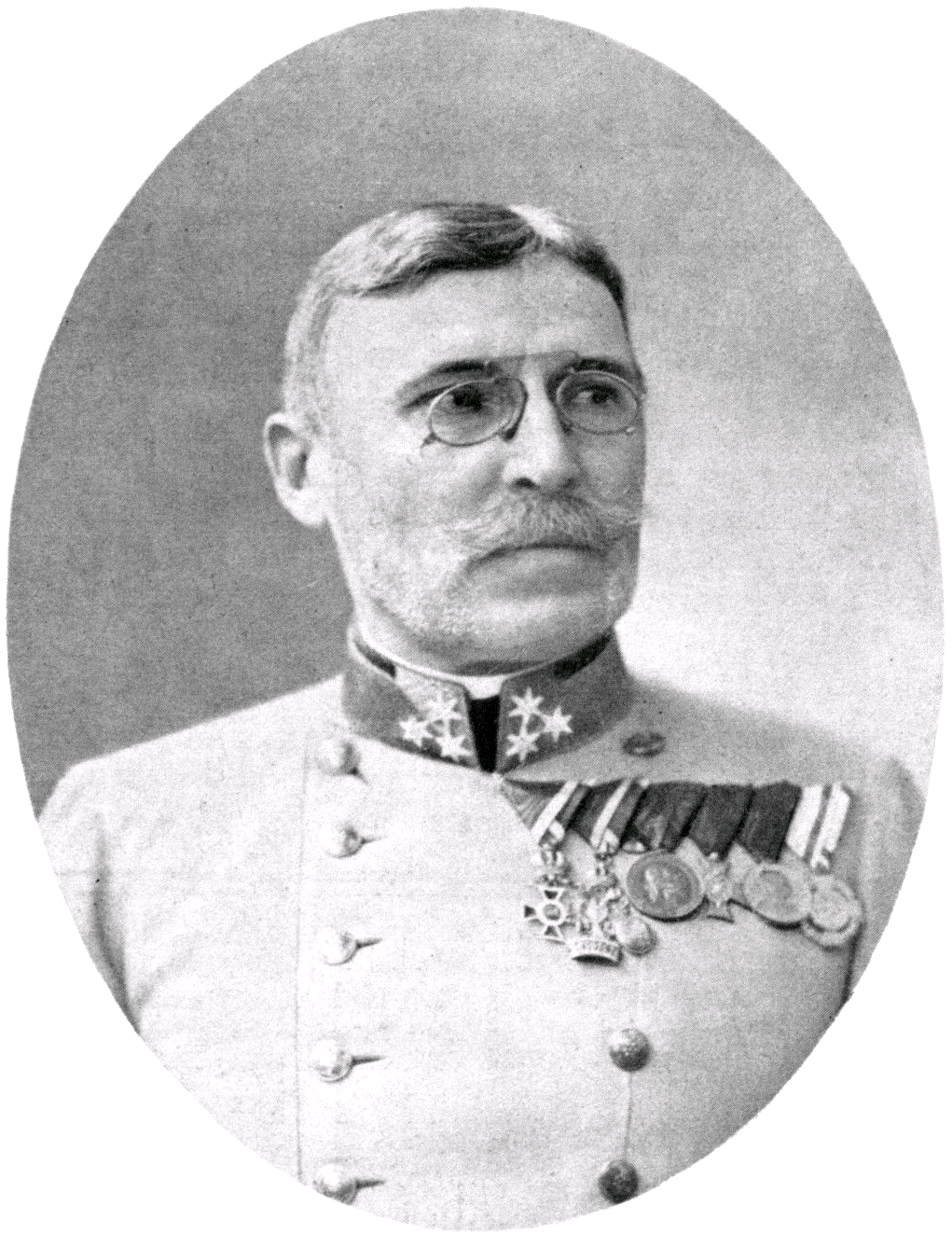
Général Moritz von Auffenberg en 1914

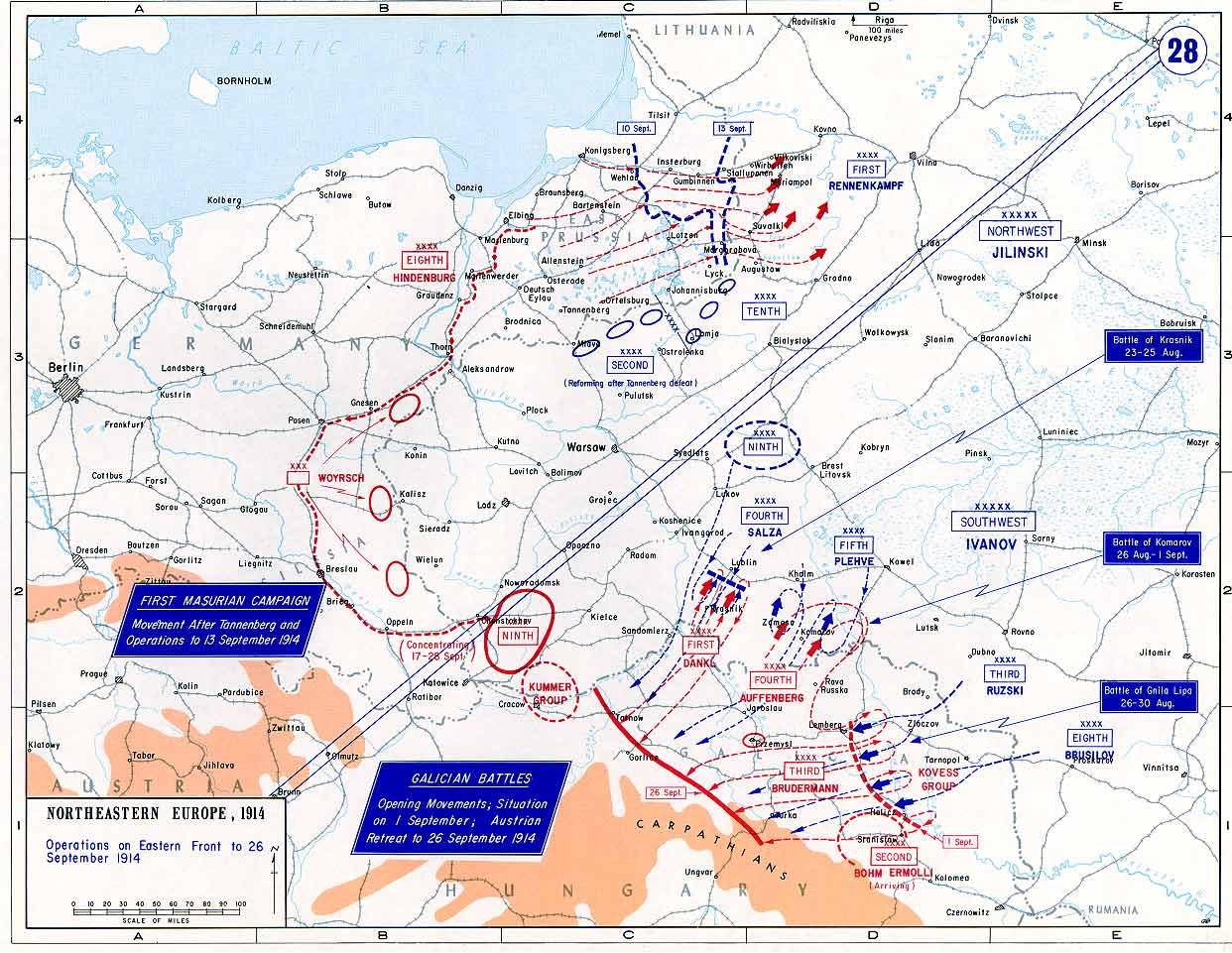
Front de l'Est en 1914 : dans la partie sud, le front de Galicie, théâtre de la bataille.

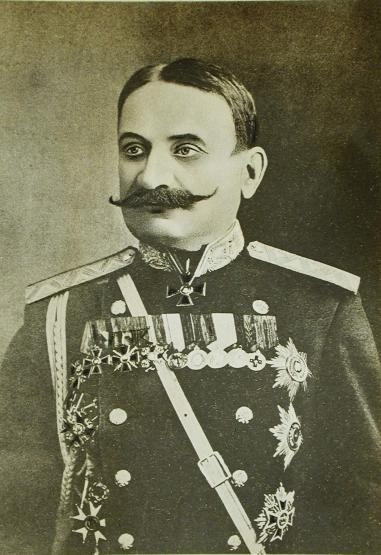
Général Pavel von Plehve

### Austro-Hongrois
La 4e armée, désignée par Conrad von Hötzendorf pour cette offensive, est commandée par Moritz von Auffenberg, très bon organisateur,  mais le manque de coordination des armées austro-hongroises entre elles et avec l'armée allemande limiteront ses résultats.

### Russes
La 5e armée russe est commandée par Pavel von Plehve, un noble d'origine germano-balte servant la Russie avec loyauté et efficacité. Malgré ses revers lors de cette bataille, il gardera la confiance du pouvoir impérial et commandera les forces russes lors de la bataille de Lodz (novembre-décembre 1914) et de la bataille des lacs de Mazurie (février 1915).

## Forces en présence

### Austro-Hongrois
Armée de métier, les forces d'Auffenberg se composent de 12 divisions d'infanterie et de trois de cavalerie, cette dernière étant l'arme d'excellence et trois des cinq généraux sous son commandement en étant issus. Le moral est à un haut niveau en ce début de conflit.

### Russes
Le général Plehve dispose des forces supérieures en nombre avec une forte cavalerie, notamment des cosaques, et peut menacer les flancs d'Auffenberg. Le moral russe est aussi à un haut niveau. Le point faible de cette armée est surtout le ravitaillement et l'équipement.

## Bataille
Le 26 août, les Austro-Hongrois avancent en bon ordre et à la suite de la bataille de Krasnik, von Plehve se voit menacé sur sa droite et forcé de reculer. Pendant sa retraite, il perd plus de 20 000 soldats, en grande partie des prisonniers.

## Conséquences
La poussée en Pologne de Conrad von Hötzendorf se voit provisoirement couronnée de succès tandis qu'au nord du front, la victoire allemande de Tannenberg laisse les Russes en difficulté, reculant sur tout le front avec de lourdes pertes, et que sur le front de l'Ouest, le plan Schlieffen semble se dérouler au mieux. Ces succès laissent les Austro-Hongrois très confiants
Mais la droite austro-hongroise ne peut tenir sur les marais de Pinsk (Pripiat) tandis que l'offensive austro-hongroise de la première campagne de Serbie est un échec complet. La bataille de Rava-Rouska (6-11 septembre) va marquer la fin de l'euphorie et l'issue désastreuse de la première campagne de Galicie.